# 52-га окрема механізована бригада (Україна)
52-га окрема Черкаська орденів Леніна, Червоного Прапора, Суворова, Кутузова і Богдана Хмельницького механізована бригада (52 ОМБр, в/ч А0621) — військове формування Сухопутних військ Збройних сил України, що існувало у 1992—2004 роках. Бригада була розформована після вибуху складів на території військової частини.

## Історія
В 1991 році 254-ту мотострілецьку дивізію перевели з Угорщини в Артемівськ. У січні 1992 року дивізія перейшла під юрисдикцію України.
5-й гвардійський механізований полк був виведений зі складу дивізії та перетворений на 52-й окремий механізований полк.
10 жовтня 2003 р. на складах військової частини А-0621 в Артемівську Донецької області через пожежу почали вибухати боєприпаси. 11 жовтня 2003 р. пожежа була погашена. Прокуратура встановила, що пожежу на військових складах спричинили несанкціоновані зварювальні роботи.
2004 року 52-гу бригаду планово розформували, а її бойовий прапор здали до музею.

## Структура

### Дивізія: 2001
- управління, А0621, м. Артемівськ
- 78-й механізований полк, А0623
- 561-й механізований полк, А0625, м. Луганськ
- 133-й танковий полк, А0628, смт. Трьохізбенка;
- 425-й самохідно-артилерійський полк
- 1215-й зенітний ракетний полк, м. Луганськ
- 1615-й окремий інженерно-саперний батальйон, смт. Трьохізбенка
- 538-й окремий батальйон зв'язку
- 1120-й окремий батальйон тилового забезпечення
- 72-й окремий ремонтно-відновлювальний батальйон, м. Луганськ
- 11-й окремий батальйон РХБЗ
- 271-й окремий медичний батальйон
- 15-й окремий розвідувальний батальйон
- 456-й окремий протитанковий артилерійський дивізіон, м. Луганськ

## Командування
- (1992) полковник/генерал-майор Ковальов Віктор Миколайович[1]
- (на 1997) полковник/генерал-майор Собора Анатолій Іванович[2]
- (2001—2002) полковник Приходько[джерело?]
- (2002—2004) полковник Шинкаренко Олександр Григорович[3][4]